# László Marosi
László Marosi (Sárvár, ...) è un direttore d'orchestra ungherese.

## Biografia
Nato a Sárvár (Ungheria), László Marosi comincia i suoi studi musicali all'età di cinque anni e, dopo aver frequentato il Music Gymnasium, si diploma in pianoforte e trombone. Si forma in direzione orchestrale alla "Liszt Academy of Music", sotto l'insegnamento di Tamas Breitner, l'allora direttore della "Pecs Opera House". 
La sua prima importante esperienza di direzione avviene con la "Hungarian Central Army Orchestra" (dal 1982 al 1997), con la quale inciderà numerosi dischi incentrati soprattutto sulle musiche del compositore ungherese Franz Liszt.
Marosi durante la sua carriera si è particolarmente dedicato all'insegnamento, in questo campo si è distinto lavorando per 12 anni al Liszt Teacher Training College di Budapest. Ancora adesso si segnala nei numerosi stage di direzione orchestrale soprattutto rivolti ai giovani.
Durante la sua carriera si è esibito nei principali teatri mondiali e ha ricevuto per due volte il premio Artisjus da parte della Unione di compositori ungheresi e nel 1997 gli è stato riconosciuto il premio FAME per le sue attività di direttore d'orchestra.

## Discografia
- Marches from the Hungarian History, Hungaroton, 1993
- Contemporary Hungarian Wind Music, Budapest Symphonic Band, Hungaroton, 1996
- Wagner, Seidel, Bourgeois, Ring, arrangements for Symphonic Band, Ferenc Liszt Academy of Music Symphonic Band, Hungaroton, 2000
- Saint-Saens, Milhaud, ed altri, Orient & Occident: Works For Symphonic Band, Ferenc Liszt Academy of Music Symphonic Band, Hungaroton, 2002
- Collega-Menti, musiche di Beethoven e di Nunzio Ortolano, Orchestra Sinfonica del Conservatorio V. Bellini di Palermo, Edizioni Musicali Wicky, 2009